# Konstantin Stanić
Konstantin Stanić (* 18. November 1757 in Mrzlo Polje (Gebiet Žumberak), Habsburgermonarchie, heute Kroatien; † 31. Juli 1830 in Križevci, Kaisertum Österreich, heute Kroatien) war Bischof der griechisch-katholischen Diözese Križevci.

## Leben
Konstantin Stanić empfing am 15. September 1782 im griechisch-katholischen Bistum von Križevci die Priesterweihe. Seine Ernennung zum Bischof der Diözese Križevci erfolgte am 15. März 1815. Die Bischofsweihe spendete ihm am 10. September 1815 Samuel Vulcan, der griechisch-katholische Bischof von Oradea.
Bischof Konstantin Stanić starb am 31. Juli 1830 im Alter von 72 Jahren.